# Skotselv
Skotselv is een plaats in de Noorse gemeente Øvre Eiker, provincie Buskerud. Skotselv telt 669 inwoners (2007) en heeft een oppervlakte van 0,95 km².